# Česká národní fotbalová liga 1985/1986
V soubojích 17. ročníku České národní fotbalové ligy 1985/86 se utkalo 16 týmů dvoukolovým systémem podzim–jaro.

## Konečná tabulka
Zdroj: 
| Poř. | Tým                           | Z  | V  | R  | P  | VG | OG | B  |
| ---- | ----------------------------- | -- | -- | -- | -- | -- | -- | -- |
| 1.   | TJ Škoda Plzeň                | 30 | 20 | 4  | 6  | 57 | 25 | 44 |
| 2.   | TJ VTŽ Chomutov               | 30 | 16 | 7  | 7  | 42 | 24 | 39 |
| 3.   | TJ Auto Škoda Mladá Boleslav  | 30 | 16 | 5  | 9  | 52 | 42 | 37 |
| 4.   | TJ Vagonka Česká Lípa         | 30 | 14 | 7  | 9  | 38 | 31 | 35 |
| 5.   | TJ Zbrojovka Brno             | 30 | 15 | 4  | 11 | 52 | 31 | 34 |
| 6.   | TJ Ostroj Opava               | 30 | 14 | 6  | 10 | 47 | 46 | 34 |
| 7.   | TJ Spartak ZVÚ Hradec Králové | 30 | 13 | 7  | 10 | 56 | 36 | 33 |
| 8.   | TJ Gottwaldov                 | 30 | 14 | 5  | 11 | 37 | 33 | 33 |
| 9.   | TJ VOKD Poruba                | 30 | 11 | 10 | 9  | 31 | 32 | 32 |
| 10.  | TJ TŽ Třinec                  | 30 | 9  | 11 | 10 | 26 | 25 | 29 |
| 11.  | TJ DP Xaverov                 | 30 | 10 | 7  | 13 | 42 | 50 | 27 |
| 12.  | TJ Sklo Union Teplice         | 30 | 9  | 8  | 13 | 35 | 44 | 26 |
| 13.  | TJ VP Frýdek-Místek           | 30 | 10 | 5  | 15 | 28 | 42 | 25 |
| 14.  | VTJ Tábor                     | 30 | 8  | 7  | 15 | 36 | 35 | 23 |
| 15.  | VTJ Žatec                     | 30 | 8  | 5  | 17 | 28 | 51 | 21 |
| 16.  | TJ LIAZ Jablonec nad Nisou    | 30 | 3  | 2  | 25 | 17 | 77 | 8  |

Poznámky:
- Z = Odehrané zápasy; V = Vítězství; R = Remízy; P = Prohry; VG = Vstřelené góly; OG = Obdržené góly; B = Body

|  | 1. československá fotbalová liga 1986/87 |
|  | Sestup do II. ČNFL 1986/87               |

## Soupisky mužstev

### TJ Škoda Plzeň
Václav Lavička (14/0),
Ladislav Mikeš (17/0) –
Karel Bíl (2/0),
Milan Forman (25/1),
Petr Hodina (1/0),
Jan Homola (30/13),
Vratislav Chaloupka (14/2),
Jaroslav Jeřábek (14/0),
Bohuslav Kalabus (28/1),
Milan Kohout (16/0),
Luděk Kopřiva (24/0),
Josef Kovačič (30/14),
Jiří Krejčí (3/0),
Pavel Krs (8/0),
Eduard Kubata (24/3),
Richard Mikula (10/0),
Josef Nádraský (17/1),
Jaroslav Ochoc (2/0),
Miloslav Paul (16/4),
Jiří Sloup (25/8),
Karel Šilhavý (4/0),
Pavel Vandas (15/5),
Vladimír Vašák (30/5),
Milan Vinopal (11/0) –
trenér Jiří Rubáš, asistent Jaromír Mysliveček

### TJ VTŽ Chomutov
Milan Sova (30/0/14) –
Michal Bílek (9/0),
Bronislav Andres (27/1),
Vladimír Čermák (30/1),
Milan Havlík (29/2),
Jaroslav Holan (6/0),
Martin Horský (16/0),
Jiří Kvítek (3/0),
Jiří Kudela (19/0),
Miroslav Pavlov (5/0),
Zdeněk Pichner (5/0),
Jan Pitel (30/1),
Josef Raška (26/6),
Vratislav Rychtera (29/20),
Vladimír Sadílek (18/1),
Luboš Schötterl (3/0),
Zdeněk Slowik (1/0),
Karel Svoboda (26/0),
Miloslav Šebek (12/0),
Milan Šimůnek (1/0),
Radek Šindelář (16/0),
Jaroslav Uličný (22/0),
Josef Valkoun (28/10),
Jiří Weitz (2/0) –
trenér František Plass, asistent Jaroslav Kolář

### TJ Auto Škoda Mladá Boleslav
Miroslav Stárek (25/0),
Radim Straka (6/0) –
Milan Boháč (13/3),
Josef Hůlka (1/0),
Pavel Janáček (22/3),
Michal Kalíšek (13/0),
Petr Kostecký (27/0),
Jaroslav Kotek (23/0),
Ľudovít Krutil (14/1),
Jiří Kříž (27/9),
Petr Křivský (16/6),
Radovan Loužecký (13/3),
Roman Maštalíř (2/0),
Jaromír Navrátil (25/2),
Milan Pechanec (8/0),
Milan Poupa (16/2),
Ladislav Prostecký (27/6),
Jaroslav Rybák (24/1),
Vladimír Soumar (5/0),
Milan Šíp (14/6),
Zdeněk Šmejkal (1/0),
František Štambachr (13/0),
Josef Vinš (15/8),
Milan Zahrádka (17/1) –
trenér Jaroslav Dočkal, asistent Jan Plachý

### TJ Vagónka Česká Lípa
Lubomír Sedlák (4/0),
František Zlámal (27/0) –
Jiří Bečvařík (21/1),
Milan Bubla (5/0),
Petr Čermák (26/5),
Miroslav Dvořák (14/0),
Vlastimil Holub (9/0),
Oldřich Hours (24/2),
Radislav Houška (10/1),
Jiří Ješeta (5/0),
Pavel Kubát (3/0),
Jiří Kabyl (24/2),
Pavel Kostuň (8/0),
Stanislav Kouřil (29/15),
Jaroslav Kurej (28/8),
Pavel Medynský (15/0),
Jan Nieslaník (3/0),
Zdeněk Nývlt (24/0),
Petr Ondra (14/0),
Milan Peterka (8/1),
Igor Pintér (13/0),
Vladimír Puhlovský (20/0),
Petr Šanda (22/0),
Michael Šimek (17/0),
Jiří Šindelář (11/2) –
trenér Václav Rys, asistent Josef Vápeník

### TJ Zbrojovka Brno
Pavel Barcuch (1/0/0),
Jiří Dostál (7/0/2),
Radek Rabušic (24/0/8) –
Petr Bauman (28/5),
Pavel Černík (7/1),
Pavel Dobeš (20/4),
Libor Došek (30/5),
Tibor Duda (5/0),
Ivan Gábor (19/7),
Tomáš Hamřík (3/0),
Josef Hesek (5/0),
Jaroslav Jakub (27/7),
Jiří Jaroš (8/0),
Róbert Kafka (26/4),
Stanislav Kluz (21/0),
Roman Kukleta (17/14),
Pavel Ludvíček (1/0),
Josef Mazura (28/2),
Vladimír Michal (15/0),
Jozef Nemčovič (11/0),
Rudolf Pavlík (7/0),
Jan Pavlů (1/0),
Stanislav Schwarz (14/1),
Miroslav Steinhauser (29/0),
Vladimír Šeďa (5/0),
Petr Vacenovský (5/1),
Rostislav Vojáček (14/1) –
trenér Ivan Hrdlička, asistent Viliam Padúch

### TJ Ostroj Opava
Josef Kružberský (1/0),
Jiří Lindovský (29/0) –
Jan Bobčík (2/0),
Josef Bomba (25/10),
Milan Břenek (28/1),
Pavel Dohnálek (3/0),
Andrej Gánovský (14/1),
Ladislav Gurecký (11/0),
Jan Hruška (5/0),
Tomáš Kamrád (5/0),
Josef Kašný (27/6),
Jiří Knopp (20/7),
Petr Krautwurst (23/1),
Miroslav Kuča (4/0),
Jindřich Pardy (28/3),
Miroslav Pekárek (30/11),
Josef Piwowarský (27/0),
Pavel Poštulka (24/4),
Pavel Rychtár (27/0),
Pavel Řehulka (5/0),
Oldřich Šafránek (2/0),
Ivan Zimmermann (30/2) –
trenér Alois Sommer, asistent Zdeněk Knopp

### TJ Spartak ZVÚ Hradec Králové
Vratislav Mančík (3/0),
Jaromír Šticha (16/0),
Zdeněk Votruba (11/0) –
Pavel Bergman (12/1),
Jiří Časko (3/0),
Michal Čermák (3/1),
Pavel Černý (26/15),
Jindřich Doubek (15/6),
Petr Flodrman (10/0),
Radomír Hrubý (10/0),
Václav Chudoba (4/0),
Josef Kaufman (13/1),
Jiří Klička (27/2),
Václav Kotal (27/7),
Pavel Krupka (4/0),
Gustav Křovák (28/0),
Martin Lanta (4/0),
Rostislav Macháček (26/2),
Pavel Matějka (19/2),
Miloš Mejtský (29/10),
Vladimír Mráz (16/0),
Richard Polák (15/3),
Josef Ringel (11/1),
Petr Silbernágl (24/3),
Josef Valenta (4/0),
Tomáš Vosáhlo (22/2) –
trenér Zdeněk Krejčí, asistent Milan Šmarda

### TJ Gottwaldov
Petr Hejníček (1/0),
Radomír Kusák (13/0),
Alois Máčala (16/0) –
Ivan Blaha (26/0),
Bronislav Cibulka (1/0),
Michael Doležal (20/0),
Ludevít Grmela (26/1),
Milan Hájek (22/0),
Petr Kopal (3/0),
Jan Korch (13/2),
Jan Kouřil (18/7),
Oldřich Kozubík (14/0),
Jan Křapa (26/1),
Libor Kučera (23/0),
Miroslav Lapčík (25/1),
Petr Maléř (28/5),
Petr Mlýnek (2/0),
Radek Novák (26/2),
Bohumil Páník (9/0),
Karel Pěnička (2/1),
Antonín Příkaský (14/0),
Roman Sedláček (12/1),
Jindřich Svoboda (27/14),
Miroslav Vybíral (17/1) –
trenér Josef Kučera, asistent Jaroslav Juhas (od 1. 1. 1986 Zdeněk Školoudík)

### TJ VOKD Poruba
Jan Laslop (12/0),
Dušan Olájec (8/0) –
Jan Bednář (17/5),
Pavel Dlouhý (11/2),
Robert Gróff (8/1),
Roman Hanus (19/2),
Radomír Chýlek (14/4),
Vladimír Janoško (1/0),
Miloslav Kopeček (16/3),
Zdeněk Kročil (7/1),
Petr Krotki (23/2),
Jaroslav Laub (1/0),
Karel Mrázek (16/1),
Josef Nedabýlek (11/0),
Petr Nesrsta (18/2),
Jiří Pála (23/0),
Milan Procházka (28/1),
Stanislav Savr (27/6),
Pavel Sláma (17/0),
Miroslav Stanko (23/0),
Miroslav Strakoš (26/0),
Ivan Teplanský (18/1),
Lubomír Václavek (25/0),
Luděk Vlašic (5/0) –
trenér Vladimír Mokrohajský, asistent Jiří Chrástek

### TJ TŽ Třinec
Ivo Kopka (27/0),
Petr Sostřonek (4/0) –
Marian Bedrich (22/1),
Břetislav Czudek (21/0),
Tibor Daňo (5/0),
Zdeněk Jurček (24/1),
Eduard Klimas (1/0),
Marcel Körner (2/2),
Zdeněk Kořínek (23/0),
Marián Krajčovič (26/5),
Ladislav Kubica (27/3),
Pavol Kulla (21/1),
Rostislav Lhoťan (12/1),
Ivo Matoušek (20/0),
Eduard Mordač (12/1),
René Pastorek (10/4),
Stanislav Pecha (19/1),
Milan Staš (6/0),
Zdeněk Strouhal (13/1),
Vladimír Škola (10/1),
Ladislav Šulák (1/0),
Ladislav Vojténi (21/1),
Štefan Zaťko (23/0)
Zbyšek Zawada (24/1) –
trenéři Lubomír Vašek, asistent Petr Svoboda

### TJ DP Xaverov Horní Počernice
Ladislav Macho (27/0),
Jiří Svoboda (3/0) –
Jan Bakoš (1/0),
Zdeněk Brejcha (29/1),
Josef Coufal (3/0),
Miroslav Držmíšek (12/2),
Alois Halaška (29/12),
Dušan Herda (28/4),
Josef Houdek (24/4),
Josef Hrabovský (29/1),
Václav Hybš (22/0),
Jiří Chalupa (7/0),
Jiří Kadeřábek (23/2),
Pavel Klouček (14/8),
Jiří Kotek (19/1),
Pavel Medynský (9/1),
František Mysliveček (5/1),
Karel Roubíček (5/0),
Petr Slavík (15/0),
Zdeněk Srba (4/0),
Petr Svoboda (2/0),
Jan Šubík (1/0),
Miloš Veverka (4/0),
Radek Vodička (26/5),
Jaroslav Voříšek (6/0),
Karel Zajac (27/0) –
trenér Josef Piskáček, asistent Václav Pavlis

### TJ Sklo Union Teplice
Vladimír Počta (28/0),
Zdeněk Zacharda (5/0) –
Petr Bajer (3/0),
Džimis Bekakis (23/1),
Jindřich Bureš (23/0),
Milan Čermák (2/0),
Jiří Černý (6/0),
František Franke (21/1),
Pavel Hora (13/0),
Hynek Chalupník (5/0),
Rostislav Jeřábek (21/6),
Zbyšek Klimpel (2/0),
Pavel Klouček (12/2),
Stanislav Koller (27/3),
Theodor Krnáč (2/0),
Zdeněk Krupka (21/1),
Jiří Maliga (24/1),
Petr Němec (25/0),
Petr Nový (20/0),
Zdeněk Páleník (9/0),
Petr Stibor (1/0),
Milan Vízek (29/14),
Roman Vlk (7/0),
Tomáš Zahradník (23/1),
Zbyněk Záveský (22/1) –
trenér Karel Vytisk, asistent Jaromír Mixa

### TJ VP Frýdek-Místek
Radek Kordula (6/0),
Petr Mamula (11/0),
Svatopluk Schäfer (5/0),
Petr Sostřonek (8/0) –
Jiří Brumovský (10/0),
Radim Černoch (1/0),
Zdeněk Ďuriš (28/3),
Miroslav Elko (15/1),
Josef Foks (5/1),
Alois Grussmann (29/10),
Pavel Hajný (9/0),
Zdeněk Klepáč (29/0),
Jaroslav Křiva (2/0),
Jozef Marchevský (28/2),
Miroslav Onufer (30/3),
Karel Orel (26/1),
Petr Remeš (29/0),
Josef Sláma (14/1),
Jaromír Šeděnka (11/0),
Petr Tichavský (15/2),
Igor Tušl (8/0),
Miroslav Valachovič (16/2),
Jozef Vančo (12/2),
Vlastimil Vlach (2/0),
Ladislav Zaduban (15/0) –
trenér Erich Cviertna, asistent Ján Barčák

### VTJ Tábor
Jan Musil (15/0),
Josef Novák (5/0),
Juraj Šimurka (11/0) –
Dušan Borko (15/2),
Josef Csaplár (7/2),
Viktor Daňko (14/0),
Pavel Dlouhý (2/0),
Ivo Farský (6/3),
Libor Fryč (7/0),
Stanislav Gorel (8/0),
Ján Harbuľák (24/0),
Jan Hruška (8/1),
Jan Janošťák (22/2),
Radim Keler (25/4),
Boris Kočí (9/2),
Roman Linda (2/0),
Ľuboš Kolár (12/0),
Igor Madár (11/0),
František Mysliveček (6/1),
Ivan Panáč (22/0),
Rudolf Pavlík (14/4),
Miroslav Pavlov (21/3),
Petr Podaný (20/2),
Jozef Remeň (8/1),
Jan Sanytrník (11/1),
Tibor Szaban (29/0),
Boris Šimkovič (18/1),
Petr Vrabec (5/1),
Libor Zelníček (24/5) –
trenér Jaroslav Kozačka

### VTJ Žatec
Milan Hluštík (15/0),
Miroslav Kery (4/0),
František Stehlík (11/0) –
Robert Balůšek (5/0),
Radim Černoch (13/4),
Ondrej Fodor (14/2),
Jan Geleta (11/1),
Jaroslav Hampejz (2/0),
Bedřich Hamsa (24/4),
Vratislav Havlík (29/3),
Ľubomír Havran (23/0),
Ladislav Hladík (19/3),
Jiří Hloušek (14/1),
Ivan Hvolka (9/0),
Jozef Horváth (23/1),
Pavel Kočí (2/0),
Roman Kudlík (23/1),
Jaromír Lachman (8/0),
Vítězslav Mojžíš (8/0),
Gustáv Ondrejčík (23/1),
Bohumil Pospíšil (2/0),
Roman Prosser (1/0),
Miloš Slabý (28/0),
Cyril Stachura (13/0),
Miloš Šimora (24/3),
Štefan Švaňa (18/0),
Martin Váňa (8/3),
Jan Zetek (12/1) –
trenér Libor Staněk, asistent Miloš Kropáč

### TJ LIAZ Jablonec nad Nisou
Miroslav Braniš (4/0),
Miroslav Pelta (19/0),
Jiří Tyle (8/0) –
Jiří Adam (2/0),
Miloš Bárta (19/0),
Miroslav Bedrich (26/5),
Petr Budina (5/0),
Petr Čermák (16/1),
Aleš Češek (25/2),
Leoš Čurda (18/0),
Jaroslav Danda (4/0),
Jaromír Drahoňovský (21/0),
Lubomír Duben (7/0),
Vlastimil Farkaš (8/0),
Miroslav Fedák (5/0),
Ladislav Fiala (6/0),
Jiří Folprecht (2/0),
Slavomír Galbavý (3/0),
Jaroslav Gottwald (5/0),
Jiří Jiskra (11/0),
Pavel Louda (7/0),
Michal Matějíček (3/0),
Jiří Novák (14/1),
Josef Novotný (3/0),
Jaroslav Petrtýl (15/1),
Antonín Píša (10/0),
Jaroslav Pospíšil (27/2),
Petr Sádovský (9/1),
Jan Skalický (2/0),
Petr Slavík (2/0),
Stanislav Svoboda (1/0),
Josef Štoudek (13/2),
Vladimír Tábor (26/1),
Zdeněk Vlček (12/0),
Oldřich Vránek (3/0),
Milan Zálešák (24/0) –
trenér Milan Malý, asistent Josef Novotný